# Aloÿs Nizigama
Aloÿs Nizigama (* 18. Juni 1966 in Songa, Provinz Bururi) ist ein burundischer Langstreckenläufer.
Bei den Weltmeisterschaften 1991 in Tokio wurde er Sechster über 10.000 Meter. Zwei Jahre später wurde er bei den Weltmeisterschaften in Stuttgart Fünfter über 5000 Meter und Siebter über 10.000 Meter.
Bei den Olympischen Spielen belegte er 1996 in Atlanta den vierten und 2000 in Sydney den neunten Platz.
2005 wurde er Neunter beim Stockholm-Marathon.
Aloÿs Nizigama blieb über 10.000 Meter insgesamt in 35 Rennen unter 28:30 Minuten, so oft wie kein anderer Läufer (Stand: Dezember 2009).

## Persönliche Bestzeiten
- 3000 m: 7:35,08 min, 18. Juli 1994, Nizza
- 5000 m: 13:12,14 min, 2. Juli 1993, Villeneuve-d’Ascq
- 10.000 m: 27:20,38 min, 7. Juli 1995, London (burundischer Rekord)
- Stundenlauf: 20.354 m, 2. Juni 2002, Hengelo (burundischer Rekord)
- Halbmarathon: 1:02:57 h, 28. Oktober 2001, Palermo
- Marathon: 2:24:35 h, 4. Juni 2005, Stockholm